# Karoliny Světlé
Ulice Karoliny Světlé na Starém Městě v Praze spojuje Národní třídu a Smetanovo nábřeží, z východní strany se do ní připojuje Betlémská ulice, z jihovýchodu ulice Konviktská, na nároží obou ulic stojí  rotunda sv. Kříže. 
Některé domy jsou dvorními trakty orientovány k ulici Boršov, jiné ke Smetanovu nábřeží. 
Ulice byla v roce 1908 nazvána podle české spisovatelky, zakladatelky žánru vesnického románu Karoliny Světlé (1830–1899), která se v této ulici narodila v domě číslo 22.

## Historie a názvy
Od středověku byla ulice součástí cesty od Vyšehradu k vltavskému brodu. Použité názvy:
- jižní část
  - od 13. století - "Svatoštěpánská" podle nedalekého kostela, který byl v roce 1789 zbořen.
  - 1780 - jižní část ulice má název "Štěpánské náměstí"
- severní část
  - původní název - "Za svatým křížem menším" nebo "Za svatým Ondřejem"
  - od 17. století - "Poštovská" nebo "Stará poštovská"
- od roku 1870 - celá ulice má název "Poštovská"
- od roku 1898 - celá ulice má název "Karoliny Světlé"

V současnosti v ulici sídlí několik restaurací, barů a kaváren.

## Budovy, firmy a instituce
- Dům U Zlaté váhy - Karolíny Světlé 4
- Dům U Vratislavů - Karolíny Světlé 15[3]
- Divadlo U Valšů, dříve Koukolovský dům, či Portus, čp. 286a/I - Karolíny Světlé 18, Betlémská 5[4]; také sídlo občanského sdružení pro seniory Život 90 a dobročinného obchodu.
- Dům čp. 285/I, renesanční, dvakrát přestavěný - Karolíny Světlé 20[5]
- Dům U tří králů (U bílého preclíku) čp. 284/I, renesanční, dvakrát přestavěný - Karolíny Světlé 22; rodný dům spisovatelky Karolíny Světlé, nad vstupním portálem pamětní deska s bustou z roku 1956 od Marty Jiráskové[6]
- Dům U Soboteckých čp. 283/I, původem gotický - Karolíny Světlé 24, Boršov 11
- Nový Pachtovský palác - Karolíny Světlé 34
- Dům čp. 1035/II Karolíny Světlé 17 - řadový třípatrový činžovní dům ve stylu  palladiovské renesance, významný pro dějiny české novorenesance, projekt architektů Antonína Wiehla a Jana Zeyera[7] [8]

## Související hesla
- Rotunda sv. Kříže

## Zaniklé stavby
- Kostel svatého Štěpána Menšího
- Brána svatého Štěpána